# 山本宏美
山本　宏美（やまもと　ひろみ、1970年4月21日 - ）は、北海道白老郡白老町出身の元スピードスケート選手。1994年リレハンメルオリンピック銅メダリスト。現姓・山中。

## 略歴
3歳頃からスケートを始める。白老中学校1年の時に全国中学校体育大会で優勝した。駒大苫小牧高校を卒業後、王子製紙に入社し、全日本スピードスケート選手権などで活躍。スピードスケートの種目では主に中・長距離を得意とした。
だが1992年の年明けに脳腫瘍を患い入院。1993年春頃には左足首の靱帯を断裂する大怪我を追い手術を受ける。このケガを機に、足に負担が掛からない小刻みなピッチ走法に変えた所、これが功を奏してスピードスケートの自己記録を次々と更新し、翌1994年に自身初の冬季オリンピック日本代表に選出された。
1994年2月開催のリレハンメル五輪・スピードスケート女子5000mでは、序盤はスローペースながらも中盤から終盤にかけてラップを上げスピードアップ、結果7分19秒68のゴールタイムで当時の日本新記録をマーク（自身の日本記録も11秒17更新）して3位入賞・銅メダルを獲得。また同五輪・女子3000mでも7位入賞（4分22秒37）を果たし、女子1500mは15位（2分06秒54）であった。
冬季オリンピックの日本代表選手で、スピードスケート・長距離走種目においてのメダル獲得は、山本が史上初である。また冬季五輪で当時の日本代表女子選手としては、1992年アルベールビルオリンピックで各メダルを獲得した橋本聖子（スピードスケート女子1500m）の銅と、伊藤みどり（女子フィギュアスケート）の銀に続いて山本が史上3人目のメダリストとなった。
1995年に現役を引退、翌1996年に王子製紙アイスホッケー部に所属する山中武司（現：アイスホッケー女子日本代表監督）と結婚した。
1998年2月の長野オリンピック開会式では、同スピードスケートの種目でかつ駒大苫小牧高校の6年先輩でもある橋本らと共にオリンピック旗の入場行進に参加した。